# Hof van Cortenbach (Membach)

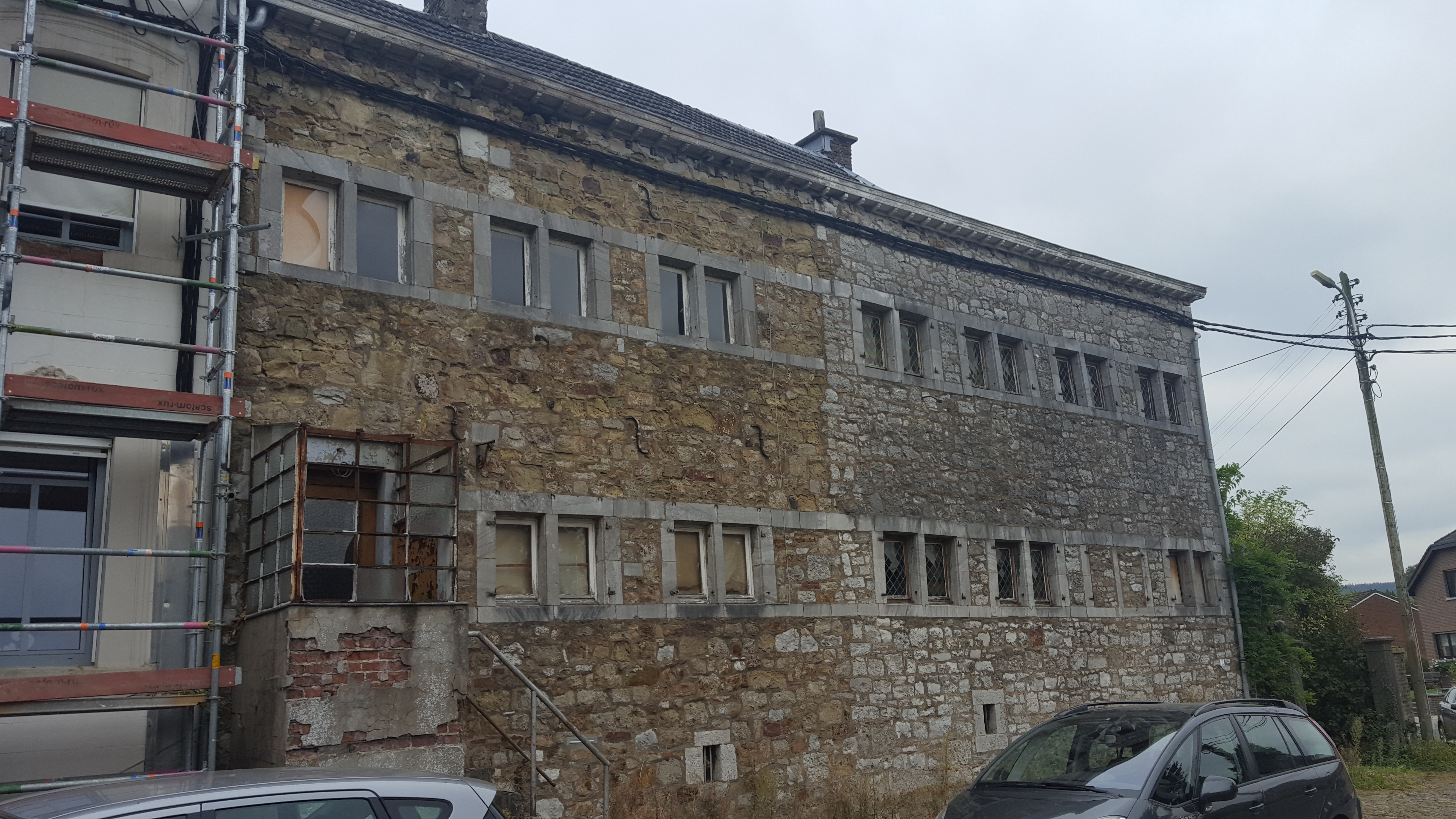
Hof van Cortenbach

Het Hof van Cortenbach (Cour de Cortenbach) is een voormalige herenzetel in de tot de Belgische gemeente Baelen behorende plaats Membach, gelegen aan Rue du Pensionnat 9-11.
Het bouwwerk is vernoemd naar de familie Cortenbach, die de heerlijkheid in 1605 in bezit kreeg. Het huidige bouwwerk is ingewikkeld van structuur en werd meerdere malen grondig verbouwd. Er zijn nu meerdere woonvertrekken, terwijl het voormalig herenhuis gedurende langere tijd werd bewoond door de Zusters Recollecten, welke onder meer een pensionaat beheerden. Het huidige herenhuis werd in de tweede helft van de 18e eeuw gebouwd. Het telde oorspronkelijk twee verdiepingen terwijl in 1883 een derde verdieping er werd opgebouwd. Rechts daarvan is er een gebouw van twee verdiepingen aangebouwd, uitgevoerd in natuursteenblokken, en achter dit geheel zijn loodrecht erop nog enkele lage, sterk verbouwde, vleugels aangebouwd, tegenwoordig deels door een landbouwbedrijf benut.